# Dulba
Dulba – wieś w Syrii, w muhafazie Damaszek. W 2004 roku liczyła 1002 mieszkańców.